# Eupithecia saisanaria
Eupithecia saisanaria är en fjärilsart som beskrevs av Otto Staudinger 1882. Eupithecia saisanaria ingår i släktet Eupithecia och familjen mätare. Inga underarter finns listade i Catalogue of Life.